# The Tell-Tale Heart (tekenfilm)
The Tell-Tale Heart is een Amerikaanse korte animatiefilm uit 1953 onder de regie van Ted Parmelee. De film is gebaseerd op het verhaal The Tell-Tale Heart van Edgar Allan Poe dat werd voorgelezen door James Mason. De film was genomineerd voor een Oscar maar verloor. De film werd in 2001 opgenomen in het National Film Registry.